# Folke Truedsson

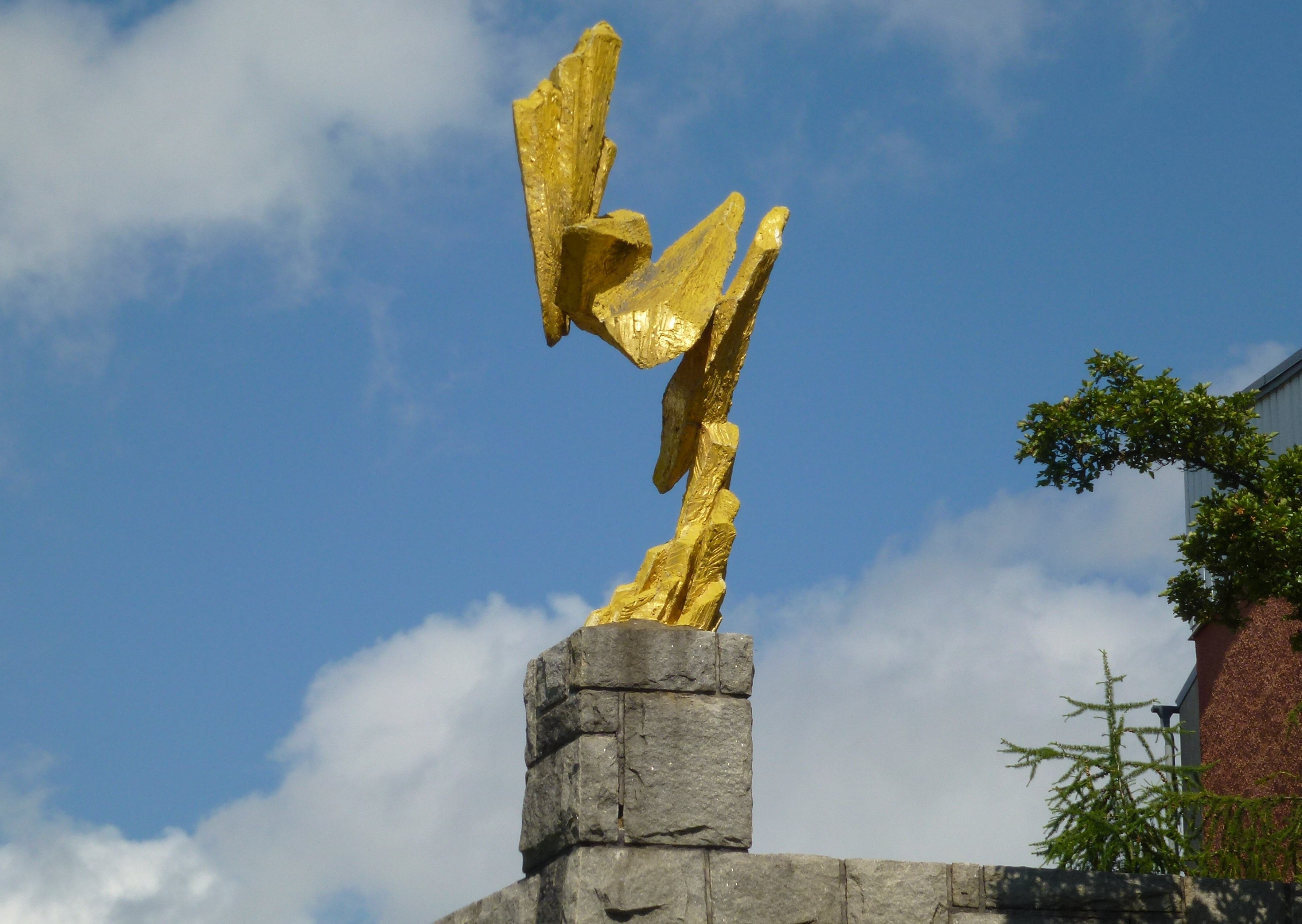
Truedssons Skulptur Kaskad in Hjulsta

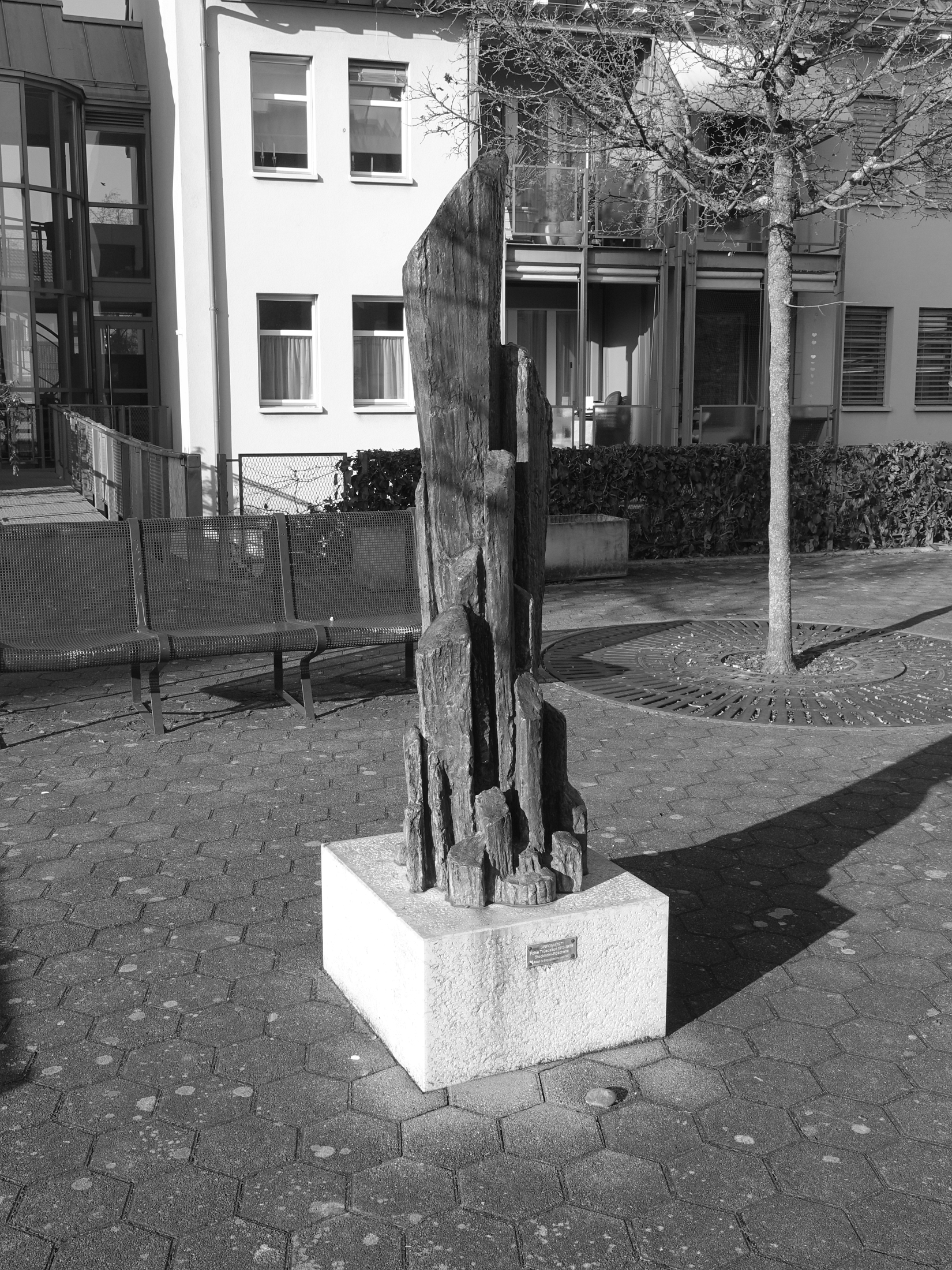
Truedssons Skulptur Sinfonia in Aesch BL

Folke Evald Truedsson (* 19. März 1913 in Kristianstad, Schweden; † 1. Juni 1989 in Röschenz, Kanton Basel-Landschaft) war ein schwedischer Bildhauer, Maler und Zeichner.

## Leben und Werk
Folke Truedsson war ein Sohn des Eisenbahnbeamten Alfred und der Lydia Johansson. Er absolvierte zunächst eine Metall- und Holzhandwerkslehre an der Technischen Hochschule in Stockholm und am Handwerksseminar in Nääs. Anschließend arbeitete er mehrere Jahre lang als Lehrer.
1937 heiratete Truedsson die Lehrerin Swea Olson Truedsson. Er begann 1939 mit dem Studium an der Kunsthochschule in Stockholm, die den damaligen Gepflogenheiten entsprechend im naturalistischen Sinne mit Aristide Maillol und Charles Despiau als Vorbild lehrte. Die Ausbildung als Bildhauer schloss Truedsson 1946 ab.
Aus familiären Gründen begann Truedsson ab 1970 zeitweise in einem Atelier in Röschenz zu arbeiten, nachdem er vorher seinen Wohnsitz nach Südschweden verlegt hatte. In Röschenz entwickelten sich seine Skulpturen zu weicheren und schwerelos wirkenden Formen. Er suchte die Auseinandersetzung mit dem Raum und versuchte, mit seinen Werken eine vierte, immaterielle Dimension zu vermitteln.
1982 ließ sich Truedsson definitiv in Röschenz nieder, wo er bis zu seinem Tod 1989 weiterhin künstlerisch tätig war. Er hinterließ eine große Zahl von Skulpturen, Gemälden und Zeichnungen, die von seiner Tochter und ihrem Mann verwaltet und gepflegt werden. Truedsson hat die schwedische Kunstszene vor allem durch seine monumentalen Skulpturen im öffentlichen Raum während Jahrzehnten mitgeprägt.